# Contea autonoma bai e pumi di Lanping
La contea autonoma bai e pumi di Lanping (兰坪白族普米族自治县S, Lánpíng Báizú Pǔmǐzú ZìzhìxiànP) è una contea della Cina, situata nella provincia di Yunnan e amministrata dalla prefettura autonoma lisu di Nujiang.